# Platocoelotes kailiensis
Platocoelotes kailiensis là một loài nhện trong họ Amaurobiidae.
Loài này thuộc chi Platocoelotes. Platocoelotes kailiensis được Jia-Fu Wang miêu tả năm 2003.